# Bridget Neval
Bridget Neval (Nueva Delhi, 13 de febrero de 1985) es una actriz australiana-canadiense nacida en India. Ha participado en varios programas de televisión incluyendo Wicked Science. Su papel más conocido fue de Lana Crawford en la serie Neighbours.

## Historia
Bridget nació en India pero solo vivió allí unos meses antes de trasladarse a Canadá. Se mudó a Australia a la edad de 13 años. Esto ha resultado en tener un acento único que es una mezcla del inglés canadiense y australiano. Su padre es canadiense y su madre es australiana, también tiene una hermana menor llamada Deirdre.
Su gusto por la música incluye a Nine Inch Nails, Rammstein, The Butthole Surfers, Placebo, A Perfect Circle y recientemente The Whitlams. Sus películas favoritas son Ed Wood y Big Fish. Es una gran fan de las series Arrested Development y de la serie Batman de los '60. Su película favorita es Good Omens de Neil Gaiman. Su comida favorita es la Japonesa. Actualmente se encuentra casada.

## Carrera artística

### "Ginebra Jones" /Guinevere Jones
Fue el primer papel principal de Bridget. Dio vida a Reine Davidson, el Némesis de la protagonista Ginebra Jones y sus amigos. Hubo 2 temporadas del programas con un total de 26 episodios que se transmitieron en el 2002.

### "Locos por la ciencia"
También tomó el papel de la genio adolescente Elizabeth Hawke (protagonista) en "Locos por la ciencia" (2004-2006), una serie Australiana para niños. En la serie, Elizabeth Hawke y Toby Johnson (Andre de Vanny) son transformados en genios después de que un experimento científico acabe mal. Antes de su transformación, Elizabeth no era especialmente inteligente. Tras ella, usa su nueva inteligencia para el mal, haciéndola así la villana del programa. Solo el otro genio, Toby, puede impedir que lastime a gente inocente. La primera temporada de "Locos por la ciencia" ganó en el 2004 el AFI Award como Mejor Programa Televisivo para Niños. La primera temporada fue producida en 2002-2003 y la segunda en 2004-2005.

### "Neighbours" /Vecinos
Bridget obtuvo el papel de Liza o Lana ? Crawford en "Neighbours", quien fue la primera lesbiana del show. Fue una impresión fuerte para los seguidores de la serie pues "Neighbours" era generalmente reconocido como un programa conservador hasta ese momento. La llegada de su personaje generó mucha controversia y cobertura por parte de los medios de comunicación.

### "Damned By Dawn-"
Desde septiembre del 2006, Bridget participó en la grabación de la película de horror independiente titulada "Damned By Dawn", producida por The Amazing Krypto Brothers. Existe una página en la cual se pueden descargar el tráiler y fotografías. Interpreta el papel de una mujer llamada Claire que molesta a un "Banshee" (Bridget Neval) y que despierta a los muertos.

### "Chasing Pegasus"
Bridget actuó en una de las obras del Melbourne Fringe Festival, "Chasing Pegasus" (Persiguiendo Pegasos). Escrita y dirigida por Sally McLean, se centra en una noche en las vidas de 10 miembros del "Serendipity Book Club". Bridget actuó como Amelia, una chica de 16 años de edad. La obra se estrenó en Melbourne el 3 de octubre de 2006.

## Filmografía

### Series de Televisión
| Año               | Título     | Personaje     | Notas        |
| ----------------- | ---------- | ------------- | ------------ |
| 2004 - 2005, 2020 | Neighbours | Lana Crawford | 19 episodios |